# 520 mm haubica kolejowa mle 1916
Obusier de 520 modèle 1916 – francuska haubica kolejowa zbudowana w okresie I wojny światowej. Działo zostało skonstruowane jako polityczna odpowiedź na 420 mm moździerze niemieckie; ukończone na początku 1918 roku, nie zostało użyte bojowo przez armię francuską w I wojnie. Podczas testów pod Quiberon wybuch pocisku w lufie całkowicie zniszczył haubicę wraz z montażem.
Działo miało lufę o długości 16 kalibrów ze 168 prawoskrętnymi gwintami o kącie 7°. Zamek typu Schneider, odpalanie elektryczne. Lufa zamontowana była w kołysce, wyposażonej w cztery oporniki hydrauliczne o skoku 95 cm i dwa pneumatyczne powrotniki. Ponadto cała kołyska cofała się o ok. 1 m, przejmując część ogromnej siły odrzutu. Mechanizm podniesieniowy elektryczny lub ręczny. Naprowadzanie na cel w poziomie jedynie za pośrednictwem odpowiednio zakrzywionego łuku torów.
Podstawa oparta była na czterech czteroosiowych platformach kolejowych. Podnośniki amunicji, mechanizmy dosyłania pocisków itp. elektryczne, zaopatrywane w energię przez kable ze stacji umieszczanej ok. 100 m od działa na stanowisku ogniowym.

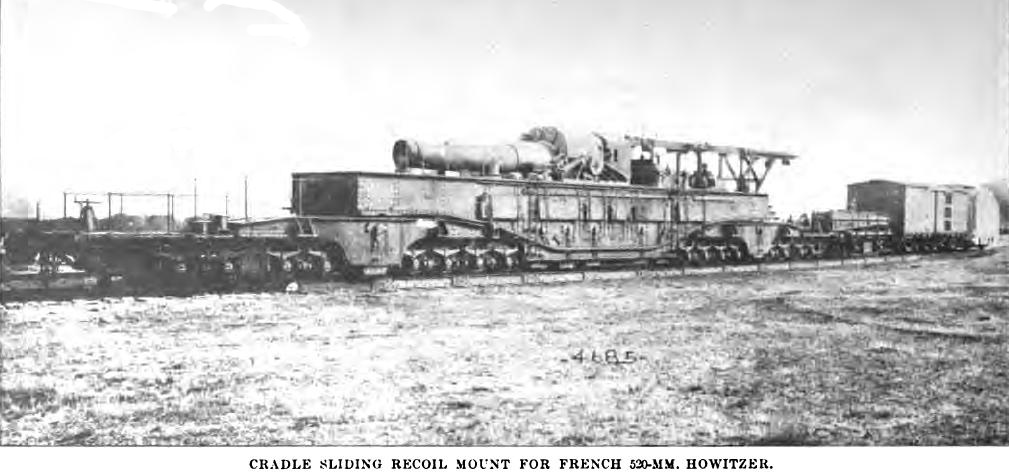
Haubica kolejowa Schneidera 520 mm podczas transportu